# Deuxième rapport d'évaluation du GIEC
Le deuxième rapport d'évaluation du Groupe d'experts intergouvernemental sur l'évolution du climat (GIEC) est rédigé en 1996. Il s'agit d'une évaluation des informations scientifiques et socio-économiques disponibles sur le changement climatique. Il est suivi du troisième rapport d'évaluation en 2001. Il sert de base au protocole de Kyoto. À l'instar des autres rapport, il se compose de quatre parties : trois parties rédigées par trois groupes de travail et un rapport synthétique. Les trois groupes de travail ont travaillé sur trois aspects de l'évolution du climat : l'aspect scientifique pour le premier, ses incidences scientifiques et techniques et les mesures d'adaptation et d'atténuation pour le deuxième et l'aspect socio-économique pour le troisième.
Le processus d'écriture du huitième chapitre, intitulé « Détection de l'évolution du climat et attribution de ses causes », dont l’auteur principal est le climatologue américain Benjamin D. Santer, est vivement contesté par le monde scientifique et notamment par le président du groupe de réflexion institut George C. Marshall, Frederick Seitz. Une des autres controverses soulevées par ce deuxième rapport concerne la valeur d'une vie humaine dans les pays en voie de développement, convertie en dollars américains, utilisée dans les estimations monétaires des impacts climatiques.

## Vue d'ensemble
Le deuxième rapport d'évaluation du GIEC, intitulé Le Changement climatique 1995, se compose de quatre parties : un rapport de chacun des trois groupes de travail et un rapport synthétique,. Le rapport du premier groupe de travail traite des Aspects scientifiques de l'évolution du climat (The Science of Climate Change), le rapport du deuxième groupe de travail réalise l'Analyse scientifique et technique des incidences de l'évolution du climat, mesures d'adaptation et d'atténuation (Impacts, Adaptations and Mitigation of Climate Change: Scientific-Technical Analyses). Le rapport du troisième groupe de travail traite des Aspects socio-économiques de l'évolution du climat (Economic and Social Dimensions of Climate Change), tandis que le rapport synthétique s'intitule Document de synthèse des informations scientifiques et techniques relatives à l'interprétation de l'article 2 de la Convention-cadre des Nations unies sur les changements climatiques (Synthesis of Scientific-Technical Information Relevant to Interpreting Article 2 of the UN Framework Convention on Climate Change).
Ces rapports sont élaborés par plus de deux mille experts et « contiennent la base factuelle de la question du changement climatique, glanée dans la littérature experte disponible et soigneusement examinée par des experts et des gouvernements ».
Le rapport de synthèse a pour but de fournir les informations scientifiques, techniques et socio-économiques permettant de déterminer « quelle concentration de gaz à effet de serre pourrait être considérée comme une interférence anthropique dangereuse avec le système climatique et la définition d'un futur qui permettrait un développement économique durable ».

## Chapitre 8. Détection de l'évolution du climat et attribution de ses causes

### Processus de rédaction
| |  |  |
| Les méthodes qu'emploie le climatologue américain Benjamin D. Santer (à gauche), lorsqu'il tient le poste de rédacteur principal du huitième chapitre, sont vivement contestées, notamment par Frederick Seitz (à droite), le président de l'Institut George C. Marshall. |  |  |

Dans le processus du GIEC, un « auteur principal coordonne » chaque chapitre et travaille avec les autres auteurs principaux et les contributeurs, pour s'accorder sur la structure du chapitre, et affecter des équipes scientifiques à la rédaction de chaque section du chapitre, en vue de produire un projet soumis à l'acceptation de l’ensemble du groupe d'auteurs. Les gouvernements participants peuvent ensuite fournir des commentaires sur la version initiale, lesquels sont intégrés à l’évaluation présentée dans le but de faire accepter ces remarques lors d'une séance plénière du GIEC,.
Le président du GIEC, Bert Bolin a du mal à trouver un auteur principal coordinateur pour le huitième chapitre. Après plusieurs semaines, il parvient à convaincre Benjamin D. Santer, qui effectue alors des recherches postdoctorales sur le sujet, d'assumer cette tâche. Vingt participants venus de différents pays se rassemblent lors de la réunion initiale tenue à Livermore en Californie, en août 1994, afin d'identifier les périmètres du sujet scientifique traité, puis la discussion se poursuit par courrier électronique. Lors de la première séance de rédaction, en octobre à Sigtuna en Suède, Benjamin Santer persuade les autres auteurs que le chapitre 8 devrait traiter des incertitudes relatives aux observations et aux modèles, bien que celles-ci soient également abordées dans d'autres chapitres. Ce premier jet, qualifié de « zéroième », est ensuite envoyé aux experts scientifiques, à tous les auteurs du chapitre et aux auteurs principaux des autres chapitres, pour examen par les pairs. Leurs réponses sont intégrées lors de la deuxième session de rédaction en mars 1995 à Brighton. En mai, l'ensemble du texte élaboré par le premier groupe de travail, ainsi que le résumé destiné aux décideurs, sont soumis à un « examen complet » par les gouvernements participants, afin de permettre la prise en compte de ceux-ci lors de la troisième session de rédaction tenue en juillet à Asheville en Caroline du Nord. En raison des retards de calendrier, Benjamin Santer ne reçoit pas les commentaires du gouvernement pour cette session. Certains n'arrivent pas avant la réunion plénière de novembre.

### Influence humaine discernable sur le climat mondial
L'ébauche du chapitre 8 préparée le 5 octobre contient un résumé analytique d'éléments factuels, et après diverses qualifications, les auteurs déclarent que « pris ensemble, ces résultats indiquent une influence humaine sur le climat ». Lors de la réunion plénière de novembre à Madrid, les gouvernements demandent des changements dans la formulation du résumé à l'intention des décideurs. Après de longues discussions, Bert Bolin suggère l'adjectif « discernable », ce qui est accepté. Le résumé approuvé pour les décideurs comprend une section intitulée « La balance des preuves suggère une influence humaine discernable sur le climat mondial », qui décrit les progrès obtenus en matière d'études de détection et d'attribution des causes du changement planétaire, mais avertit également que « notre capacité à quantifier l'influence de l'homme sur le climat mondial est actuellement limitée car le signal attendu est encore en train d'émerger du bruit de la variabilité naturelle et des incertitudes entourent les facteurs clés ». Le GIEC demande ensuite à Benjamin Santer de mettre le reste du chapitre en conformité avec ce libellé,.
Le résumé au début de la version finale du chapitre est le suivant : « ces résultats indiquent qu'il est peu probable que la tendance observée de la température moyenne mondiale au cours des cent dernières années soit entièrement d'origine naturelle. Plus important encore, il existe des preuves d'un schéma émergent de réaction climatique aux forçages causés par les gaz à effet de serre et les aérosols sulfatés dans les relevés climatiques observés. Pris ensemble, ces résultats indiquent une influence humaine sur le climat mondial ». Le dernier paragraphe du chapitre indique que « le corpus de preuves statistiques du chapitre 8, examiné dans le contexte de notre compréhension physique du système climatique, indique désormais une influence humaine discernable sur le climat mondial ». Le président du GIEC, Bert Bolin, et ses coprésidents John T. Houghton et Gylvan L. Meira Filho, écrivent une introduction dans la préface du deuxième rapport d'évaluation, dans laquelle ils soulignent que « les observations suggèrent une influence humaine discernable sur le climat mondial, ce qui est l'une des découvertes-clés de ce rapport, et ajoutent une nouvelle dimension importante à la discussion sur la question du climat ».

### Attaques par des organisations climatosceptiques
Avant la publication du deuxième rapport d'évaluation, le groupe industriel Global Climate Coalition publie un rapport intitulé Le GIEC : Nettoyage scientifique institutionnalisé à des journalistes, à des membres du Congrès américain et à des scientifiques, selon lequel Benjamin Santer a modifié le texte, après acceptation du texte par le groupe de travail et sans l'approbation des auteurs, afin de supprimer le contenu caractérisant l'incertitude scientifique. Trois semaines plus tard, une semaine après la publication du rapport, le Global Climate Coalition est à nouveau impliqué dans une lettre publiée dans le Wall Street Journal par le physicien de la matière condensée à la retraite et ancien président de l'Académie nationale des sciences, Frederick Seitz, président du think tank conservateur et climatosceptique nommé institut George C. Marshall et du Science and Environmental Policy Project. F. Seitz n’est pas climatologue. Dans cette lettre, il allègue que Benjamin Santer a perpétré « une corruption troublante du processus d'examen par les pairs ». Il critique les conclusions du huitième chapitre et écrit que « des changements clés ont été apportés après que les scientifiques se sont rencontrés et ont accepté ce qu'ils pensaient être la version finale examinée par les pairs », supprimant ainsi « des allusions au scepticisme » qu'il attribue à d'autres scientifiques anonymes,,,.

### Soutiens à l'auteur et controverses
La position de l’auteur principal du chapitre 8, Benjamin D. Santer, est soutenue par d'autres auteurs du GIEC et des personnalités de l'American Meteorological Society et de l'University Corporation for Atmospheric Research. Les présidents de ces deux groupes déclarent qu'il y a « un effort systématique de certaines personnes pour saper et discréditer le processus scientifique qui conduit de nombreux scientifiques travaillant à la compréhension du climat à conclure à la possibilité très réelle que l'homme modifie le climat de la Terre à l’échelle mondiale ».
Parmi les autres points d'achoppement entre le monde de la climatologie et Frederick Seitz se trouvent un article de 1997, rédigé par Paul Edwards et l'auteur du GIEC Stephen Schneider, et une plainte déposée en 2007 auprès du régulateur britannique de la télévision, l'Ofcom, à propos du programme télévisée The Great Global Warming Swindle,. Cette plainte comprend une réfutation des déclarations de Frederick Seitz par l'ancien président du GIEC, Bert Bolin.

## Débat sur la valeur économique d'une vie humaine
Une des controverses à propos du rapport du troisième groupe de travail de cette deuxième évaluation est l'estimation économique d'une vie humaine qui est utilisée dans les estimations monétaires (convertie en dollars américains) des impacts du changement climatique,,,,,. Souvent, dans ces estimations monétisées, les risques inhérents au changement climatique pour la santé sont estimés de manière à être « cohérents » avec les évaluations d'autres risques pour la santé,. Il existe un large éventail d'opinions sur les estimations monétisées des impacts du changement climatique,,,,. Les forces et les faiblesses de ces estimations monétisées sont discutées dans le deuxième rapport d'évaluation du GIEC et les suivants,,.
Lors de la préparation du deuxième rapport d'évaluation, des désaccords apparaissent à propos du résumé à l'intention des décideurs (RID) du troisième groupe de travail. Le RID est écrit par un groupe d'auteurs du GIEC, qui discutent ensuite du projet avec les délégués gouvernementaux de tous les partis de la CCNUCC (c'est-à-dire des délégués de la plupart des gouvernements du monde). Selon certains gouvernements, comme l'Inde, l'estimation économique d'une vie humaine, définie par les économistes comme la « valeur d'une vie statistique »,  suggère que les habitants des pays pauvres valent moins que ceux des pays riches,. David Pearce, qui est un des auteurs principaux du chapitre correspondant au sein du deuxième rapport d'évaluation, est officiellement contre le RID. Selon lui : 

« Le chapitre correspondant [du rapport] estime la valeur d'une vie statistique en se basant sur des études réelles dans différents pays […] Ce que les auteurs du chapitre 6 n'ont pas accepté, et n'acceptent toujours pas, c'est l'appel de quelques délégués [gouvernementaux] à une évaluation commune fondée sur le plus grand nombre de personnes disposées à payer. »

— David Pearce, Correction on Global Warming Cost Benefit Conflict, 1996.
Autrement dit, quelques délégués gouvernementaux ont souhaité que la « vie statistique » dans les pays pauvres soit valorisée au même niveau que celle des pays riches. L'auteur du GIEC, Michael Grubb déclare par la suite :

« Beaucoup d'entre nous pensent que les gouvernements avaient fondamentalement raison. La métrique [utilisée par Pearce] est utile pour déterminer comment un gouvernement donné pourrait faire des compromis entre ses projets internes. Mais la même logique échoue lorsqu'il s'agit de dommages infligés par certains pays à d'autres : pourquoi les morts infligées par les grands émetteurs [de gaz à effet de serre], principalement les pays industrialisés, seraient-elles évaluées différemment selon la richesse des pays des victimes ? »

— Michael Grubb, Stick to the Target, 2005.

## Conclusions
Le premier groupe de travail, qui traite les aspects scientifiques de l’évolution du climat, déclare que « le dioxyde de carbone reste le principal contributeur au forçage anthropique du changement climatique ; les projections relatives aux futurs changements moyens de la température globale et à l'élévation du niveau de la mer confirment la capacité des activités humaines à modifier le climat de la planète dans une mesure sans précédent dans l'Histoire de l'humanité ; et les longues échelles de temps régissant à la fois l'accumulation de gaz à effet de serre dans l'atmosphère et la réaction du système climatique à ces accumulations signifient que de nombreux aspects importants du changement climatique sont effectivement irréversibles ».
Le premier groupe de travail souligne par la suite que ses rapports dans les première et deuxième évaluations ont fait des progrès dans la compréhension de l'effet de serre. Les gaz à effet de serre augmentent (en grande partie à cause des activités humaines) et devraient donc entraîner un réchauffement planétaire significatif (bien que les prévisions régionales spécifiques soient limitées). La compréhension globale des phénomènes en jeu s'améliore, malgré les incertitudes persistantes, et permet d'acter que le réchauffement planétaire se poursuit et est probablement dû à l'activité humaine, et qu'une réduction très importante des émissions serait nécessaire pour stabiliser les concentrations de gaz à effet de serre.
Le deuxième groupe de travail analyse si les incidences plausibles du réchauffement planétaire représentent une perturbation anthropique dangereuse pour le système climatique, tandis que le troisième groupe de travail fournit des informations pour aider les pays à « prendre les décisions qui, à leur sens, sont les plus appropriées eu égard à leurs circonstances spécifiques »,.